# Kosztola Tibor
Kosztola Tibor (1953. november 3. –) magyar szinkronrendező, jogász.

## Életpályája
1953-ban született. 1980-ban az ELTE Állam- és Jogtudományi karán szerezte jogi diplomáját. 1985–1988 között a Színház- és Filmművészeti Főiskola adásrendező szakán tanult. Szinkronrendezői munkáját 1980-ban a Pannónia Filmstúdióban kezdte. 1998–2007 között a MAFILM Audiónál dolgozott, majd a Pannónia Dubbing Solutions-nál folytatta munkásságát. Közben dolgozott a Duna Tv-nél és az HBO-nál is. Munkássága során számos mozifilm, Tv játék, Tv sorozat szinkronját rendezte, többek között olyan klasszikusokét, mint a Columbo, a Hegylakó sorozatok vagy Star Wars mozi első 4 epizódja.